# Lapeyre
Lapeyre település Franciaországban, Hautes-Pyrénées megyében. Lakosainak száma 91 fő (2022. január 1.). Lapeyre Bernadets-Debat, Antin, Lalanne-Trie, Lubret-Saint-Luc és Trie-sur-Baïse községekkel határos.

## Népesség
A település népességének változása:
| Lakosok száma | 85   | 93   | 103  | 101  | 98   | 95   | 92   | 91   | 91   |
|               | 2013 | 2015 | 2016 | 2017 | 2018 | 2019 | 2020 | 2021 | 2022 |